# Lego Games
Lego Games, ou Lego Jeux de société, est une gamme de jeu de société du jouet Lego sortie en 2010 et arrêtée en 2013 après 40 jeux édités.
La fin de la série est annoncée par le vice-président du Lego Group Søren Lund le 6 juin 2013 durant le salon du jouet de Nuremberg.

## Liste des jeux édités

### 2010
- 2010 Happy Holiday : the christmas game — spécialement pour l'équipe Lego
- 3835 Robot Champ
- 3836 Magikus
- 3837 Monster 4
- 3738 Lava Dragon
- 3839 Race 3000
- 3840 Pirate Code
- 3841 Minotaurus
- 3842 Lunar Command
- 3843 Ramsès Pyramide
- 3844 Creationary
- 3845 Shave a Sheep
- 3846 UFO Attack
- 3847 Magma Monster
- 3848 Pirate Plank
- 3849 Orient Bazaar
- 3850 Meteor Strike
- 3851 Atlantis Treasure
- 3862 Harry Potter Poudlard — dérivé de l'univers d'Harry Potter

### 2011
- 3852 Sunblock
- 3853 Banana Balance
- 3854 Frog Rush
- 3855 Ramsès Return
- 3856 Ninjago : the board game — dérivé de l'univers Ninjago
- 3861 Lego Champion

#### Heroica
- 3857 Draida : la bataille de la baie
- 3858 Waldurk : la forêt hantée
- 3859 Nathuz : les grottes maudites
- 3860 Fortaan : le château assiégé

### 2012
- 3829 Le Hobbit : Un voyage inattendu — dérivé du film homonyme
- 3863 Kokoriko
- 3864 Mini-Taurus — dérivé du 3841 Minotaurus
- 3865 City Alarm
- 3866 Star Wars : la bataille de Hoth — dérivé de Star Wars, épisode V : L'Empire contre-attaque
- 3867 Maya Mistica
- 3868 Phineas and Ferb — dérivé de la série télévisée éponyme ; projet non abouti

#### Heroica
- 3874 Ilrion
- 30170 Ganrash

### 2013
- 50003 Batman — dérivé du comics homonyme
- 50004 Story Mixers
- 50006 Legends of Chima — inspiré de l'univers homonyme
- 50011 Le seigneur des anneaux : la bataille du gouffre de Helm — dérivé de Les Deux Tours

## Prix
Ramsès Pyramide
- 2009 : Goldenes Schaukelpferd, Spielzeug des Jahres
- 2009 : Toy Innovation Award
- 2009 : Österreichischer Spielepreis
- 2010 : Australian Game of the Year

Minotaurus
- 2010 : Guldbrikken Award for Best Family Game

Shave a Sheep
- 2010 : UK Right Start award